# Ruvuma
Ruvuma eller Rovuma er en afrikansk flod, der danner grænse mellem Mozambique og Tanzania.
10°45′00″S 35°40′00″Ø / 10.75°S 35.6667°Ø